# 香港仔消防局暨救護站

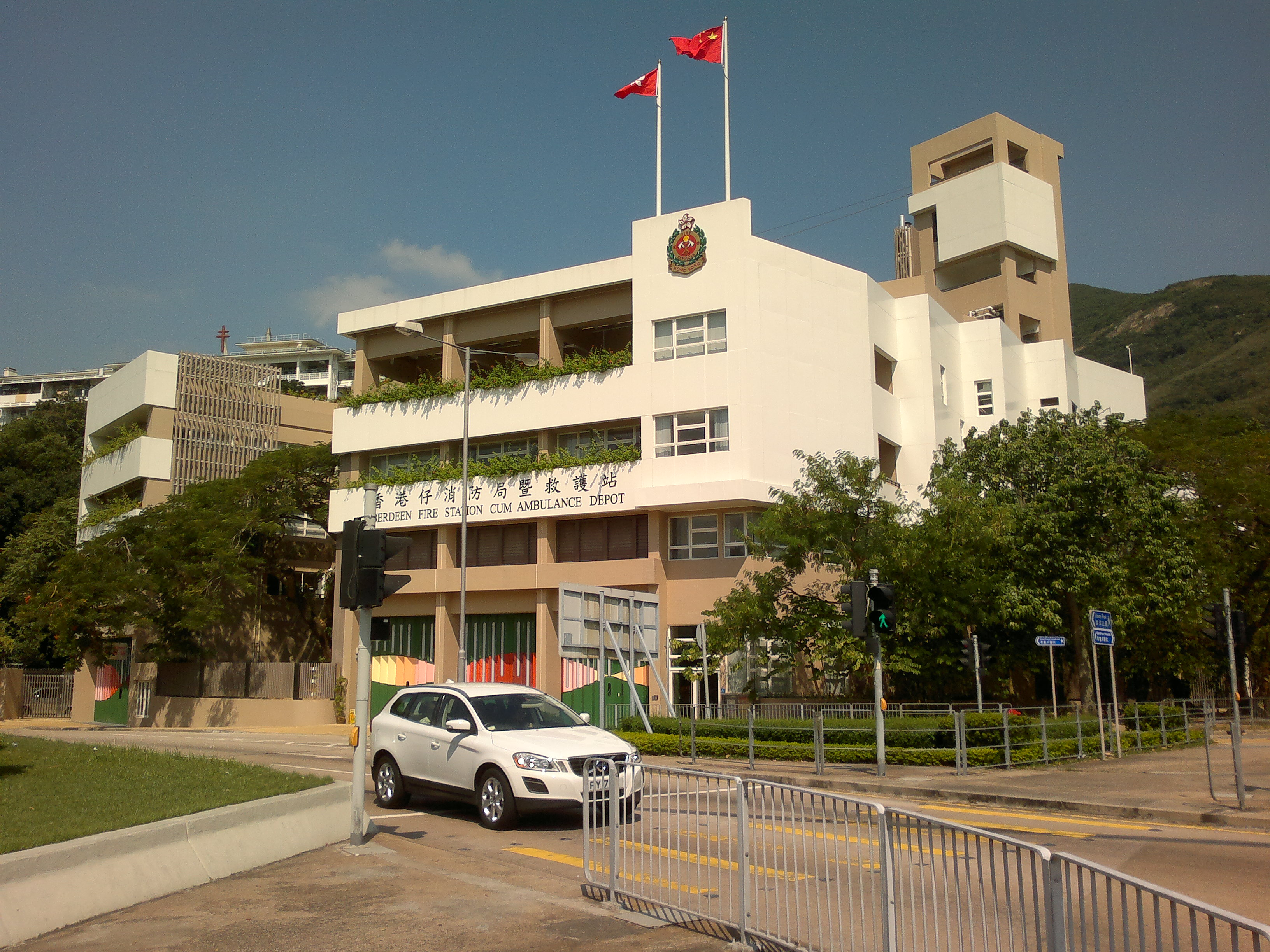
香港仔消防局暨救護站

香港仔消防局暨救護站（英語：Aberdeen Fire Station Cum Ambulance Depot）是香港消防處一座消防局暨救護站，位於香港島南區黃竹坑南風道1號，為了配合香港海洋公園擴建及黃竹坑的未來發展所可能帶來的新增需求而遷址興建，工程於2010年6月啟動，耗資1億7千2百20萬港元（包括拆卸香港仔消防局的工程），於2012年8月完成，於同年9月28日啟用。香港仔消防局暨救護站為香港首座設置有纜車救援訓練設施的消防局暨救護站。

## 沿革
由於位於黃竹坑道的香港仔消防局於設計上為能夠供予3輛消防車輛停泊，而鑑於黃竹坑的住宅及商業大廈不斷地增加，香港消防處於其後增加派遣了兩輛消防車輛駐守於香港仔消防局。此外，由於當時香港仔和鴨脷洲均無救護站，香港仔消防局亦有4輛救護車輛駐守，以應付該負責區域內對緊急醫療服務的需求。為此，香港消防處於香港仔消防局操場搭建了臨時車房以停泊上述額外的兩輛消防車輛及4輛救護車輛。亦由於此，香港仔消防局內的操場被佔用，影響了駐守人員的訓練效率及效果，而且促使局內環境擠迫。此外，香港仔消防局周邊的環境都存在交通擠塞的情況，影響到消防車輛及救護車輛應召出勤的效率。與此同時，香港仔的火警和特別服務召喚次數由2006年的605宗上升至2008年的725宗，升幅達19.8%；而香港仔及鴨脷洲的緊急醫療服務召喚次數亦由2006年的12,224宗上升至2008年的13,641宗，升幅達11.6%。加上海洋公園於2008年開始持續地發展、將於2015年落成的南港島綫（包括海洋公園站、黃竹坑站及大型維修車廠）及香港仔及黃竹坑的未來大型發展項目，預計會為該區帶來更多的人流，進一步增加對消防及救護服務的需求。為了確保香港仔獲得有效率的消防及救護服務，香港消防處於是有了將香港仔消防局重新設置到一處空間更大及於交通環境上有優勢的地點，以改善運作效率。
2008年4月28日，消防處就構思諮詢南區區議會轄下的地區發展及環境事務委員會。區議員對此表示支持，並且建議採取措施以減低工程期間對鄰近居民所造成的噪音影響。2009年6月25日，消防處向南區區議會報告工程計劃的進展。
2009年11月3日，消防處諮詢立法會保安事務委員會，委員對於工程計劃無異議。
2010年1月20日，建議正式提交予立法會財務委員會工務小組委員會。同年6月，香港仔消防局暨救護站的興建工程啟動，至2012年8月竣工，於9月28日啟用；與此同時，香港仔消防局亦告停用，拆卸工程於2012年10月月底展開，將於2013年6月完成後將土地交還地政總署。
多年來，消防人員每月只有獲得安排一朝進入海洋公園進行海洋公園纜車系統救援訓練，至2010年代開始增加至每月三晚次數，惟時間始終有限制。於大嶼山的昂坪360落成後，其中一座轉向站亦設置有纜車救援訓練設施，惟其設計及與海洋公園現場環境均截然不同，故此於救援策略上亦有分別，加上鑑於香港消防處一直無專門的纜車救援訓練設施，於是在2012年11月，香港仔消防局暨救護站落成後兩個月，斥資640,000港元添置纜車救援訓練設施，其中纜車及纜索鐵路部份均為從海洋公園直接購買的同型號的真實物件；為全香港首座，預料每年可以供予1,300人次作為培育訓練用途。

## 建築
香港仔消防局暨救護站樓面面積達4,214平方米，樓高5層，地下設有可以容納5個停車間的車房、值日室及辦事處。樓層及露天位置則設有健身室、貯物室、休息室、主任級人員睡房、附設貯物櫃的更衣室、乾衣房、危險品倉庫、食堂、康樂室、主任級人員餐廳、附設貯物室的廚房、地下油缸連燃料分配器、緊急發電機機房、講學室、廁所和淋浴間、消毒間、電池室及設有操練塔的露天操場。
香港仔消防局暨救護站可以容納消防車輛及救護車輛各6輛，比較舊香港仔消防局只可以停泊3輛消防車輛為多。

## 節約能源措施
香港仔消防局暨救護站採用多項節能裝置，包括設有設有電子鎮流器的T5型節能光管，以用戶感應器和日光感應器控制照明；發光二極管出口指示牌以及變凍量空氣調節系統。在再生能源技術方面，則裝設了太陽能熱水系統和光伏系統。在綠化方面，則進行了天台及牆壁垂直綠化；設置循環再造木屏障，以垂直種植模式進行綠化；並且設置循環再造木圍牆。
在循環使用裝置方面，就裝設了雨水循環使用系統，用以灌溉草木。香港仔消防局暨救護站採用上述節約能源措施後，能夠每年節省8%的能源消耗量。

## 舊址用途

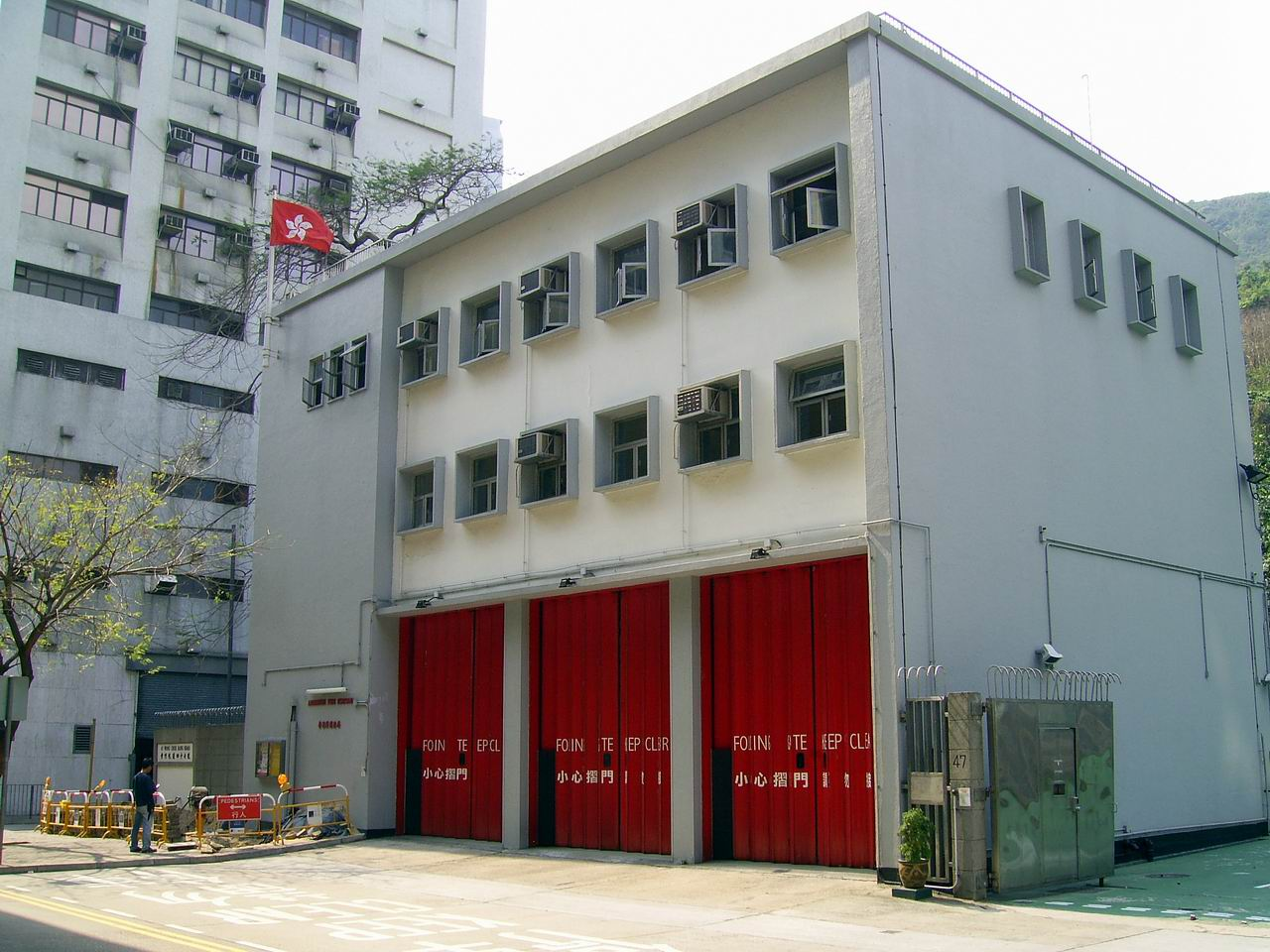
前香港仔消防局

對於前香港仔消防局舊址用地的用途，地區人士及區議員建議該處用作興建南區首幢政府合署綜合大樓，以容納各香港政府部門的辦事處，可是有關部門表示計劃將該皮地更改作為商業貿易用途。2016年，有關土地進行招標，最後信和置業及帝國集團合組公司以二十五億多港元投得。其後項目命名為Landmark South。

## 鄰近地點
- 港大同學會書院
- 葛量洪醫院
- 黃竹坑體育館